# Проторелігійність
Проторелігі́йність — світоглядна протоформа релігійності, яка мала місце у найпершому з відомих соціальних устроїв людства — первісному або родоплемінному укладі.
Такий світогляд умовно був названий «міфологічний» і дійсно мав місце глобально у найдавніші часи — це підтверджується численними археологічними артефактами, а також даними антропології, етнографії, порівняльного мовознавства, вербальними конструкціями (казками, легендами тощо), які у деформованому вигляді досі свідчать про побут і звичаї людей тих далеких часів.
Якщо погодитися з тезою про те, що установки людини формуються під впливом середовища і саме воно обумовлює базові напрямки інтересів, потреб і цінностей, то первісне життя також обумовило відповідні риси світогляду найдавніших людей.
Постійний і жорсткий вплив природи, необхідність повсякчас берегтися від її суворих метеорологічних умов, хижих тварин, постійно працювати, конкуруючи з іншими істотами, піклуватися про безпечне (також суто природне) житло, вогонь, відсутність зрілих медичних знань робили життя, як правило, нетривалим, некомфортним і насиченим постійною важкою фізичною працею. Зрозуміло, що таке існування неодмінно формувало певні загальні світоглядні установки:
- людина, звісно, не бачила жодного приводу вважати себе «приматом» («primus» — перший, домінуючий). Натомість вона мусила визнати себе істотою, яка однакова, рівнозначна з іншими;
- разом з тим, характерна риса психології людини — допитливість — обумовлювала пошук відповідей на актуальні питання. До них, по-перше, належали ті, від відповіді на які залежав бодай примітивний добробут: вони стосувалися природи вогню, води, Сонця, вітру та інших феноменів погоди, лісу, поведінки тварин тощо.

Так чи інакше людину цікавило те, чому вони поводяться так (певним чином) і як на них вплинути, чи гармонійно пристосуватися, щоб існувати комфортніше?
Аналіз власної природи зіштовхував людину з такими феноменами, як сон, затьмарення свідомості, радість, сум, ейфорія тощо. Тобто, узагальнюючи всі ці явища психіки, первісна людина, не маючи термінологічного апарату, бачила, що у її тілі є «те, що-у-тілі-сидить», керує ним, але не є тілом («відлітає» під час сну або смерті). Таким чином людина пояснювала і різну поведінку тварин, погоди, стихій, світил, лісу, які або до людини «добрі» (щедрі, милостиві), або ні, бо у Сонці, лісі, воді, вогні, скелі щось також «сидить» і керує цим об'єктом. Невідомо, чи саме така вербальна конструкція дійсно мала місце безпосередньо, але аналогічні конструкції — безумовно.
Таким чином відбувалася антропоморфізація природи — перенесення на її явища людських якостей, емоцій. Це спостерігається і сьогодні, коли люди мислять нераціонально (море ласкаве, небо суворе, поле щедре). Іншою яскравою рисою первісного світогляду був синкретизм — нерозривне відображення себе й об'єктів довкілля як взаємодії «видимого» (тілесного) і «невидимого», більш значущого первеня. Інакше кажучи, людина не розділяла світ на «матеріальний» та «нематеріальний». Він був для неї єдиний: за кожним об'єктом — деревом, твариною, річкою — таїлося нематеріальне «щось», яке ним керувало і з яким людині треба було спілкуватися для оптимізації власного життя.
Слід підкреслити й інтемпоральність рефлексії первісної людини. На її погляд, плину історії не відбувалося: рік був загалом подібний до року, весна — до весни, кожен наступний день аналогічний до попереднього. Про майбутнє найдавніші пращури людини не мали приводу замислюватися.
Таким чином, можна бачити зародження релігії, яка базується на вірі у надприродне. Загалом ця віра може вважатися похідною від синкретизму світогляду первісної людини, хоча тут наука вступає на хиткий ґрунт, а вчені-аналітики змушені оперувати гіпотезами, припущенням, для підтвердження яких не завжди достатньо емпіричного матеріалу.